# Supercoupe de Pologne de football
La Supercoupe de Pologne de football (en polonais : Superpuchar Polski w piłce nożnej) est une compétition de football opposant le vainqueur du Championnat de Pologne au vainqueur de la Coupe de Pologne, disputée lors d'un match unique.
Le Lech Poznań et le Legia Varsovie sont les clubs les plus titrés de la compétition avec six victoires.

## Palmarès
| Année | Vainqueur du championnat | Vainqueur de la coupe | Score            | Détails       |
| ----- | ------------------------ | --------------------- | ---------------- | ------------- |
| 1983  | Lech Poznań              | Lechia Gdańsk         | 0-1              |               |
| 1984  | non disputée             | non disputée          | non disputée     | non disputée  |
| 1985  | non disputée             | non disputée          | non disputée     | non disputée  |
| 1986  | non disputée             | non disputée          | non disputée     | non disputée  |
| 1987  | Górnik Zabrze            | Śląsk Wrocław         | 0-2              |               |
| 1988  | Górnik Zabrze            | Lech Poznań           | 2-1              |               |
| 1989  | Ruch Chorzów             | Legia Varsovie        | 0-3              |               |
| 1990  | Lech Poznań              | Legia Varsovie        | 3-1              |               |
| 1991  | Zagłębie Lubin           | GKS Katowice          | 1-1 (2-3 t.a.b.) |               |
| 1992  | Lech Poznań              | Miedź Legnica         | 4-2              |               |
| 1993  | non disputée             | non disputée          | non disputée     | non disputée  |
| 1994  | Legia Varsovie           | ŁKS Łódź              | 6-4              |               |
| 1995  | Legia Varsovie           | GKS Katowice          | 0-1              |               |
| 1996  | Widzew Łódź              | Ruch Chorzów          | 0-0 (5-4 t.a.b.) |               |
| 1997  | Widzew Łódź              | Legia Varsovie        | 1-2              |               |
| 1998  | ŁKS Łódź                 | Amica Wronki          | 0-1              |               |
| 1999  | Wisła Cracovie           | Amica Wronki          | 0-1              |               |
| 2000  | Polonia Varsovie         | Amica Wronki          | 4-2              |               |
| 2001  | Wisła Cracovie           | Polonia Varsovie      | 4-3              |               |
| 2002  | non disputée             | non disputée          | non disputée     | non disputée  |
| 2003  | non disputée             | non disputée          | non disputée     | non disputée  |
| 2004  | Wisła Cracovie           | Lech Poznań           | 2-2 (1-4 tab)    |               |
| 2005  | non disputée             | non disputée          | non disputée     | non disputée  |
| 2006  | Legia Varsovie           | Wisła Płock           | 1-2              |               |
| 2007  | Zagłębie Lubin           | GKS Bełchatów         | 1-0              |               |
| 2008  | Wisła Cracovie           | Legia Varsovie        | 1-2              |               |
| 2009  | Wisła Cracovie           | Lech Poznań           | 1-1 (3-4 t.a.b.) |               |
| 2010  | Lech Poznań              | Jagiellonia Białystok | 0-1              |               |
| 2011  | non disputée,            | non disputée,         | non disputée,    | non disputée, |
| 2012  | Śląsk Wrocław            | Legia Varsovie        | 1-1 (4-2 t.a.b.) |               |
| 2013  | non disputée             | non disputée          | non disputée     | non disputée  |
| 2014  | Legia Varsovie           | Zawisza Bydgoszcz     | 2-3              |               |
| 2015  | Lech Poznań              | Legia Varsovie        | 3-1              |               |
| 2016  | Legia Varsovie           | Lech Poznań           | 1-4              |               |
| 2017  | Legia Varsovie           | Arka Gdynia           | 1-2              |               |
| 2018  | Legia Varsovie           | Arka Gdynia           | 2-3              |               |
| 2019  | Piast Gliwice            | Lechia Gdańsk         | 1-3              | Détails       |
| 2020  | Legia Varsovie           | KS Cracovia           | 0-0 (4-5 t.a.b.) |               |
| 2021  | Legia Varsovie           | Raków Częstochowa     | 1-1 (3-4 t.a.b.) |               |
| 2022  | Lech Poznań              | Raków Częstochowa     | 0-2              |               |
| 2023  | Raków Częstochowa        | Legia Varsovie        | 0-0 (5-6 t.a.b.) |               |
| 2024  | Jagiellonia Białystok    | Wisła Cracovie        | 1-0              |               |
| 2025  | Lech Poznań              | Legia Varsovie        | 1-2              |               |

## Bilan par club
| Club                  | Titre(s) | Année(s)                           |
| --------------------- | -------- | ---------------------------------- |
| Lech Poznań           | 6        | 1990, 1992, 2004, 2009, 2015, 2016 |
| Legia Varsovie        | 6        | 1989, 1994, 1997, 2008, 2023, 2025 |
| Lechia Gdańsk         | 2        | 1983, 2019                         |
| Arka Gdynia           | 2        | 2017, 2018                         |
| Śląsk Wrocław         | 2        | 1987, 2012                         |
| Amica Wronki          | 2        | 1998, 1999                         |
| GKS Katowice          | 2        | 1991, 1995                         |
| Raków Częstochowa     | 2        | 2021, 2022                         |
| Jagiellonia Białystok | 2        | 2010, 2024                         |
| KS Cracovia           | 1        | 2020                               |
| Zawisza Bydgoszcz     | 1        | 2014                               |
| Zagłębie Lubin        | 1        | 2007                               |
| Wisła Płock           | 1        | 2006                               |
| Wisła Cracovie        | 1        | 2001                               |
| Polonia Varsovie      | 1        | 2000                               |
| Widzew Łódź           | 1        | 1996                               |
| Górnik Zabrze         | 1        | 1988                               |

## Logos

Évolution du logo
Logo de 2011 à 2014
Logo depuis 2015